# طارق الحربي
طارق الحربي (22 فبراير 1980)، ممثل ومذيع سعودي.

## مشواره الفني
بدأ مسيرته بمشاركة صغيرة في برنامج سلامتك التوعوي في فترة من الفترات، بعد ذلك شارك في عام 2007 في مسلسل طاش ما طاش 15 مع الثنائي ناصر القصبي وعبد الله السدحان، واصل مشواره الفني بعد ذلك بمشاركته بعدد من الأعمال في التلفزيون والمسرح، وبدأ تقديم البرامج من خلال فقرة رياضية في برنامج النشرة ال وبرنامج طارق شو على قناة روتانا خليجية.

## أعماله الفنية

### من المسلسلات
- 2007: طاش ما طاش 15.
- 2008: طاش ما طاش 16.
- 2009: طاش ما طاش 17.
- 2009: عذاب.
- 2010: أسوار 3.
- 2010: بني جان.
- 2011: المصاقيل 1.
- 2012: المصاقيل 2.
- 2012: شفت الليل.
- 2013: المصاقيل 3.
- 2013: شفت الليل 2.
- 2013: واي فاي 2.
- 2014: واي فاي 3.
- 2015: سيلفي 1.
- 2015: سوبر محصل.
- 2016: واي فاي 4.
- 2016: سيلفي 2.
- 2017: سيلفي 3.
- 2018: عوض أبا عن جد.
- 2020: ربع نجمة.
- 2022:  زواج إلا ربع

### من البرامج
- سلامتك.
- 2015: النشرة ال.
- 2016: بالعارضة.
- 2016: حروف وألوف.
- 2018: رادار طارئ.[2]
- 2018: طارق شو.[3]

### من الأفلام
- 2008: مناحي.

## روابط خارجية
- طارق الحربي على موقع قاعدة بيانات الأفلام العربية